# Chieuti
Chieuti är en ort och kommun i provinsen Foggia i regionen Apulien i Italien. Kommunen hade 1 675 invånare (2017).